# Valley City (Illinois)
Valley City es una villa ubicada en el condado de Pike en el estado estadounidense de Illinois. En el Censo de 2010 tenía una población de 13 habitantes y una densidad poblacional de 24,02 personas por km².

## Geografía
Valley City se encuentra ubicada en las coordenadas 39°42′26″N 90°38′58″O / 39.70722, -90.64944. Según la Oficina del Censo de los Estados Unidos, Valley City tiene una superficie total de 0.54 km², de la cual 0.51 km² corresponden a tierra firme y (5.74%) 0.03 km² es agua.

## Demografía
Según el censo de 2010, había 13 personas residiendo en Valley City. La densidad de población era de 24,02 hab./km². De los 13 habitantes, Valley City estaba compuesto por el 100% blancos, el 0% eran afroamericanos, el 0% eran amerindios, el 0% eran asiáticos, el 0% eran isleños del Pacífico, el 0% eran de otras razas y el 0% pertenecían a dos o más razas. Del total de la población el 0% eran hispanos o latinos de cualquier raza.